# Urmia Airport
De luchthaven Urmia Airport bevindt zich ongeveer 10 km noord van de stad Urmia in de provincie West-Azerbeidzjan van Iran.  De naam wordt ook vaak gespeld als Urmieh, Uromiyeh, Orumieh of Orumiyeh.

## Luchtvaartmaatschappijen en bestemmingen
| luchtvaartmaatschappij | bestemmingen    |
| ---------------------- | --------------- |
| Iran Air               | Tehran-Mehrabad |
| Iran Air Tours         | Tehran-Mehrabad |

## Ongelukken
- Op 9 januari 2011 is Iran Air-vlucht 277 verongelukt nadat onder winterse weersomstandigheden de nadering was afgebroken en een doorstart was gemaakt.